# Union (Alabama)
 Union, Alabama és una població dels Estats Units a l'estat d'Alabama. Segons el cens del 2000 tenia 227 habitants.

## Demografia
Segons el cens del 2000, Union tenia 227 habitants, 85 habitatges, i 53 famílies La densitat de població era de 106,9 habitants/km².
Dels 85 habitatges en un 32,9% hi vivien nens de menys de 18 anys, en un 41,2% hi vivien parelles casades, en un 18,8% dones solteres, i en un 37,6% no eren unitats familiars. En el 35,3% dels habitatges hi vivien persones soles el 10,6% de les quals corresponia a persones de 65 anys o més que vivien soles. El nombre mitjà de persones vivint en cada habitatge era de 2,67 i el nombre mitjà de persones que vivien en cada família era de 3,58.
Per edats la població es repartia de la següent manera: un 27,8% tenia menys de 18 anys, un 11,5% entre 18 i 24, un 27,3% entre 25 i 44, un 21,6% de 45 a 60 i un 11,9% 65 anys o més.
L'edat mediana era de 37 anys. Per cada 100 dones hi havia 106,4 homes. Per cada 100 dones de 18 o més anys hi havia 92,9 homes.
La renda mediana per habitatge era de 22.031 $ i la renda mediana per família de 28.125 $. Els homes tenien una renda mediana de 30.625 $ mentre que les dones 17.083 $. La renda per capita de la població era de 10.842 $. Aproximadament el 36,4% de les famílies i el 32,6% de la població estaven per davall del llindar de pobresa.

## Poblacions més properes
El següent diagrama mostra les poblacions més properes.